# Placówka Straży Granicznej w Olszynie

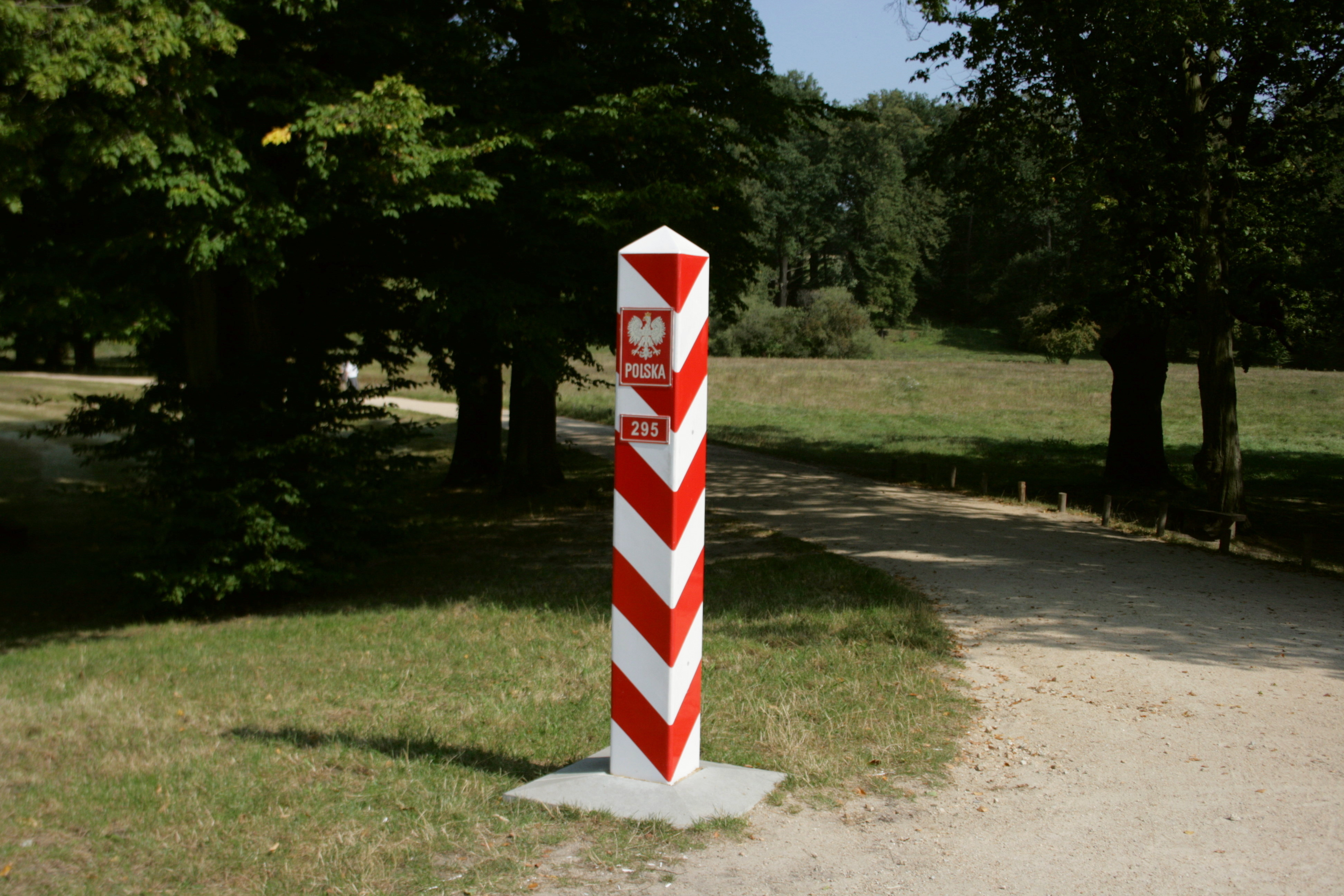
Granica polsko-niemiecka, znak gran. nr 295 w Łęknicy (wrzesień 2009)

Placówka Straży Granicznej w Olszynie – zlikwidowana ganiczna jednostka organizacyjna Straży Granicznej realizująca zadania w ochronie granicy państwowej z Republiką Federalną Niemiec.

## Formowanie i zmiany organizacyjne
Placówka Straży Granicznej w Olszynie (PSG w Olszynie) z siedzibą na przejściu granicznym Olszyna-Forst w miejscowości Olszyna, powstała 24 sierpnia 2005 roku w strukturach Lubuskiego Oddziału Straży Granicznej z przemianowania Granicznej Placówki Kontrolnej Straży Granicznej w Olszynie.
Placówka SG w Olszynie dodatkowo użytkowała budynek przy ul. Świerczewskiego 1 w Tuplicach, w którym mieścił się jeden z pionów placówki, pomieszczenia dla osób zatrzymanych oraz magazyny depozytowe.
Po 21 grudnia 2007 roku (przyjęcie do realizacji pełnego dorobku Schengen) kontynuowano reorganizację, co skutkowało zlikwidowaniem i włączeniem 1 czerwca 2008 roku w struktury PSG Olszyna sąsiedniej od strony południowej Placówki Straży Granicznej w Przewozie.
Rozporządzeniem Ministra Spraw Wewnętrznych i Administracji z dnia 28 kwietnia 2009 roku Lubuski Oddział Straży Granicznej został zniesiony, na bazie którego 1 czerwca 2009 roku utworzono Nadodrzański Oddział Straży Granicznej z siedzibą w Krośnie Odrzańskim i Placówka SG w Olszynie weszła w jego struktury .
W wyniku zmian związanych z planowaną przebudową drogi w okolicach byłego przejścia granicznego Olszyna-Forst, powstała konieczność przeniesienia siedziby do Tuplic. Ponadto odsunięcie placówki od linii granicy wewnętrznej pokrywała się z koncepcją modernizacji Straży Granicznej, w związku z przystąpieniem Polski do pełnej realizacji dorobku Schengen, zarządzeniem nr 9 Komendanta Głównego Straży Granicznej z dnia 31 stycznia 2012 roku, 1 lutego 2012 roku Placówka SG w Olszynie została zniesiona, a w strukturach Nadodrzańskiego Oddziału Straży Granicznej została powołana Placówka Straży Granicznej w Tuplicach.

## Ochrona granicy

### Podległe przejścia graniczne
Do 21 grudnia 2007 roku załoga PSG w Olszynie wykonywała kontrolę graniczną osób, towarów i środków transportu w przejściach granicznych:
- Łęknica-Bad Muskau – drogowe
- Olszyna-Forst – drogowe
- Zasieki-Forst – kolejowe.

### Terytorialny zasięg działania
Stan z 1 sierpnia 2011
Obszar działania Placówki Straży Granicznej w Olszynie obejmował:
- Od znaku granicznego nr 185 do znaku granicznego nr 364.

Linia rozgraniczenia:
1. Z placówką Straży Granicznej w Zgorzelcu: włącznie znak graniczny nr 185, dalej granicą gmin Pieńsk i Węgliniec oraz Przewóz i Gozdnica.
2. Z placówką Straży Granicznej w Zielonej Górze-Babimoście: wyłącznie znak graniczny nr 364, granicą gmin Brody i Lubsko oraz Gubin i Bobrowice.

- Poza strefą nadgraniczną obejmował powiaty: nowosolski, wschowski, z powiatu żagańskiego gminy: Brzeźnica, Iłowa, Małowice, Niegosławice, Szprotawa, Żagań, Żagań z powiatu żarskiego gmina Jasień, z powiatu zielonogórskiego gmina Nowogród Bobrzański.

## Placówki sąsiednie
- Placówka SG w Zgorzelcu ⇔ Placówka SG w Zielonej Górze-Babimoście – 01.08.2011.

## Komendanci placówki
- ppłk SG Bogusław Bazylak (23.08.2005–30.09.2010)[7]
- mjr SG Lesław Siwka (01.10.2010–31.01.2012)[1].